# Impatiens kamerunensis
Espèce
Classification phylogénétique
Impatiens kamerunensis est une espèce de plantes à fleurs de la famille des Balsaminaceae. Elle a été décrite par le botaniste allemand Otto Warburg en 1895.

## Description
La fleur de cette plante est de couleur violette.

## Habitat
Elle est répandue au Niger, au Cameroun, au Liberia et au Togo et pousse à des altitudes entre 450 et 1 900 mètres.

## Liste des sous-espèces
Selon Catalogue of Life (23 juillet 2017) :
- sous-espèce Impatiens kamerunensis subsp. kamerunensis
- sous-espèce Impatiens kamerunensis subsp. obanensis
- variété Impatiens kamerunensis var. parvifolia

Selon NCBI (23 juillet 2017) :
- sous-espèce Impatiens kamerunensis subsp. kamerunensis
- sous-espèce Impatiens kamerunensis subsp. obanensis

Selon Tropicos (23 juillet 2017) (Attention liste brute contenant possiblement des synonymes) :
- sous-espèce Impatiens kamerunensis subsp. kamerunensis
- sous-espèce Impatiens kamerunensis subsp. obanensis (Keay) Grey-Wilson